# Nephargynnis miegi
Nephargynnis miegi är en fjärilsart som beskrevs av Ramon Agenjo Cecilia 1970. Nephargynnis miegi ingår i släktet Nephargynnis och familjen praktfjärilar. Inga underarter finns listade i Catalogue of Life.